# Рубио, Патрисио
Патрисио Родольфо Рубио Пульгар (исп. Patricio Rodolfo Rubio Pulgar; 18 апреля 1989, Сантьяго, Чили) — чилийский футболист, нападающий клуба «Ньюбленсе». Выступал за сборную Чили.

## Клубная карьера
Рубио — воспитанник клуба «Коло-Коло». В 2006 году он дебютировал за основной состав в чилийской Примере. В 2007 году для получения игровой практики Патрисио на правах аренды перешёл в «Ньюбленсе», но так и не дебютировал за команду. В 2009 году Рубио покинул Чили и сезон отыграл в третьем дивизионе Аргентины за клуб «Ривадавия». В 2010 году он вернулся на родину, где выступал за «Депортес Иберия» и «Барнечеа». В составе последнего Патрисио стал лучшим бомбардиром чилийской Примеры B.
Летом 2012 года Рубио перешёл в «Унион Эспаньола». 7 июля в матче против «Аудакс Итальяно» он дебютировал за новую команду. В этом же поединке Патрио сделал «дубль», забив свои первые голы за «Унион Эспаньола».
Летом 2013 года Рубио подписал контракт с «Универсидад де Чили». Сумма трансфера составила 1,6 млн евро. 10 августа в матче против «Кобресаль» он дебютировал за новый клуб. В этом же поединке Патрисио забил свой первый гол за «Универсидад де Чили». В своём дебютном сезоне он стал одним из лучших бомбардиров команды. В том же году Рубио помог клубу завоевать Суперкубок Чили. В 2014 году в матче Кубка Либертадорес против парагвайского «Гуарани» он забил гол. В начале 2015 года Патрисио перешёл в мексиканский «Керетаро». 17 января в матче против «Леонес Негрос» он дебютировал в мексиканской Примере. 14 февраля в поединке против «Крус Асуль» Рубио забил свой первый гол за «Керетаро».
Летом 2015 года Патрисио в поисках игровой практики вернулся в «Универсидад де Чили» и помог клубу завоевать Кубок Чили. В начале 2017 года Рубио на правах аренды перешёл в «Дорадос де Синалоа». 8 января в матче против «Тампико Мадеро» он дебютировал в Лиге Ассенсо. Через неделю в поединке против Лобос БУАП Патрисио забил свой первый гол за «Дорадос де Синалоа». 5 февраля в поединке против «Венадос» он сделал хет-трик. По итогам сезоне Рубио помог клубу выйти в элиту.
Летом 2017 года Патрисио был отдан в аренду в «Эвертон» из Винья-дель-Мар. 29 июля в матче против «Депортес Икике» он дебютировал за новую команду. 6 августа в поединке против «Сан-Луис Кильота» Рубио сделал «дубль», забив свои первые голы за «Эвертон».
С 2019 года выступает за «Универсидад де Консепсьон». 6 марта 2019 года Рубио забил четыре мяча в ворота перуанского «Спортинг Кристала» в матче группового этапа Кубка Либертадорес. «Универсидад де Консепсьон» в итоге одержал победу со счётом 5:4. В 2020 году вернулся в «Эвертон».

## Международная карьера
19 января 2012 года в товарищеском матче против сборной Гаити Рубио дебютировал за сборную Чили. В этом же поединке он забил свой первый гол за национальную команду.

### Голы за сборную Чили
| #   | Дата           | Место                                      | Противник | Результат | Счет | Соревнование      |
| --- | -------------- | ------------------------------------------ | --------- | --------- | ---- | ----------------- |
| 01. | 19 января 2013 | Мунисипаль де Консепсьон, Консепсьон, Чили | Гаити     | 3:0       | 3:0  | Товарищеский матч |

## Достижения
Командные
 «Универсидад де Чили»
- Обладатель Кубка Чили — 2015
- Обладатель Суперкубка Чили — 2015